# Conviviendo con la muerte
Apartment Zero, también conocida como Conviviendo con la muerte, es una película argentina-británica de suspenso de 1989 dirigida por Martin Donovan sobre su propio guion, escrito en colaboración con David Koepp y basado en un argumento del propio Donovan. Es protagonizada por Hart Bochner, Colin Firth, Dora Bryan y Liz Smith. Se estrenó el 15 de septiembre de 1989 en el Reino Unido. Fue filmada en Buenos Aires y tuvo el título alternativo de Apartamento cero.

## Sinopsis
A fines de la década del '80, y con el trasfondo de un asesino serial que mantiene aterrorizada a la Ciudad de Buenos Aires, Adrian, el dueño de un cine, se encuentra casi en bancarrota. Por razones económicas decide alquilar una habitación de su departamento a Jack, un estadounidense en apariencia afable cuyo comportamiento, esporádicamente extraño, parece esconder un terrible secreto. Mientras tanto, los asesinatos continúan, aunque algunas personas comienzan a sospechar que la motivación tras los mismos es política.

## Reparto
- Hart Bochner …Jack Carney
- Colin Firth …Adrian LeDuc
- Dora Bryan …Margaret McKinney
- Liz Smith … Mary Louise McKinney
- Fabrizio Bentivoglio …Carlos Sánchez-Verne
- James Telfer …Vanessa
- Mirella D'Angelo …Laura Werpachowsky
- Juan Vitali …Alberto Werpachowsky
- Cipe Lincovsky ...Sra. Treniev
- Francesca d'Aloja …Claudia
- Miguel Ligero …Sr. Palma
- Elvia Andreoli …Madre de Adrian
- Marikena Monti …Cantante de tangos
- Luis F. Romero …Proyectorista
- Oca Spirito …Mujer en cine 1
- Micky Chapman …Mujer en cine 2
- Claudia Rosemblat …Enfermera 1
- Sandra Calderón …Enfermera 2
- Max Berliner …Futuro inquilino
- Mane Arauz …Futuro inquilino
- María José Catino …Futuro inquilino
- Débora Bianco …Chica en café
- Federico D'Elía …Chico en café
- Rosario Varela …Chica con Carlos en la tanguería
- Verónica Gambini …Chica con Carlos en el edificio
- Raúl Florido …Contacto argentino de Jack
- Claudio Ciacci …Joven en cine
- Gabriel Posniak …Muerto
- Guillermo Willart …Paramédico 1
- Javier Balina …Paramédico 2
- Darwin Sánchez …Inspector de policía
- Daniel Queirolo …Joven policía
- Miguel Ángel Porro …Taxista
- Ezequiel Donovan …Extranjero
- Eduardo Peralta Ramos …Extranjero
- John Kamps …Extranjero
- Göran Johansson …Extranjero
- Lisanne Cole …Miembro del grupo político en el cine
- Germán Palacios …Miembro del grupo político en el cine
- Horacio Erman …Miembro del grupo político en el cine
- Inés Estévez …Miembro del grupo político en el cine
- Roberto Baldi …Miembro del grupo político en el cine
- Sebastián De Nico …Miembro del grupo político en el cine
- Mario Franco …Médico en el hospital
- Ruth Jasiuk …Miembro del grupo político en el cine
- Marina Zemma …Miembro del grupo político en el cine
- Pablo Lena …Miembro del grupo político en el cine
- Juan Gatto …Miembro del grupo político en el cine
- Daniel Astesano …Oficial de inmigración
- Gabriel Corrado …Víctima en el hotel
- Alfredo Quesada …Orador en la reunión
- Stephen J. Cole …Hombre extraño en el aeropuerto
- Jorge Caseres …Joven con Vanessa
- Nicolás Pereyra …Médico en el hospital

## Comentarios
Rita Kempley en The Washington Post opinó:

”Este segundo largometraje de Donovan, es inestable, pero seguro de sí mism. El suspenso es primitivo, pero sostenido a través de la actuación de Firth. Es consistentemente remilgado, potencialmente desequilibrado en la interpretación… los mejores momentos pertenecen a Smith y Bryan, como terribles tías británicas. Un cuento con un regusto amargo, "Apartamento Cero" está por todas partes, caprichoso y absurdo como la portada de un periódico sensacionalista. Llama tu atención, te hace reír y te hace pasar el rato.

## Premios
- Ganó el Premio de la Crítica y el Premio Especial del Jurado del Festival de Cine Policial de Cognac de 1990.
- Ganó los Premios Aguja de Oro al Mejor Director y a la Mejor Película en el Festival Internacional de Cine de Seattle de 1989
- Fue seleccionada para competir por el Premio a la Mejor Película dramática en el Festival de Cine Sundance del 1989